# Capocasale (Nocera Inferiore)
(Domenico Rea, Ninfa plebea)
Capocasale, o Capo Casale, (in dialetto locale Capocasal o Capecasal) è un antico rione di Nocera Inferiore. Il suo nome deriva dall'indicazione che il rione ricopre, di uno dei limiti (detto appunto "capo") dell'allora via pubblica (oggi corso Vittorio Emanuele). Con i rioni del Casale del Pozzo e del Casale Nuovo forma il quartiere che porta il suo nome.
Il rione conta quasi 900 abitanti.

## Geografia

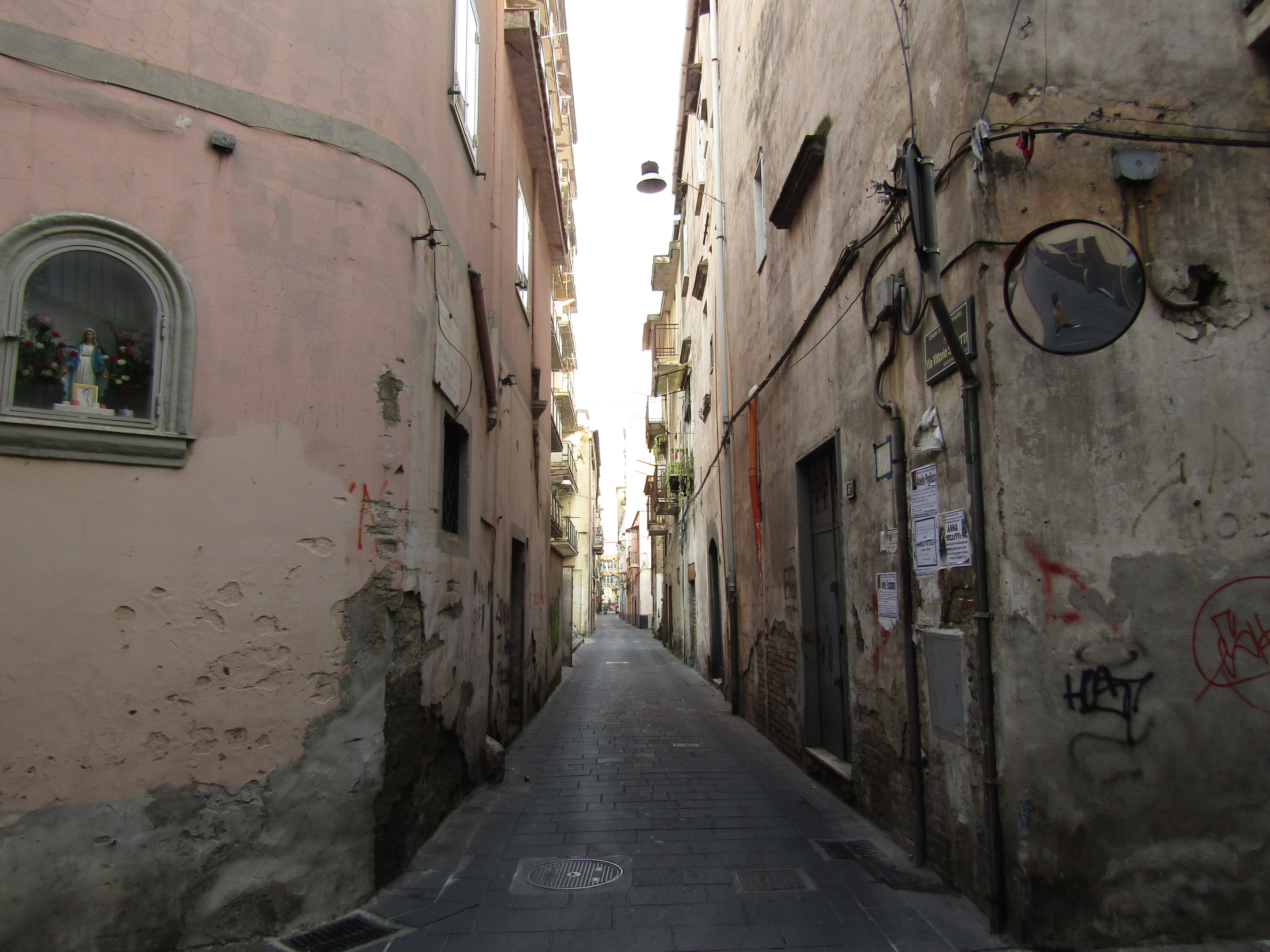
La Strettola di Capocasale

La strategica posizione, ai piedi del Monte Albino e nel cuore del centro storico nocerino, sull'asse del corso vecchio, la vicinanza con l'area di San Matteo ha sempre messo il casale in una condizione beneficiaria ottima.
Come il vicino Casale del Pozzo, il rione ha una zona centrale ed una montana, appartenente alla località di Montalbino. Tale zona (Via degli Olivetani, parte di via San Pasquale e via dei Ciliegi) prende il nome di Monte e' Capocasale (Montalbino di Capocasale).
L'altra zona del casale è detta Strettola (l'attuale via Sellitti). La zona storica riguarda tutta via Gramsci ed appunto la Strettola, mentre è presente anche una zona moderna, che coincide con lo sbocco sulla SS 18 e in tutta via Marazzo (che sbuca sul centralissimo prolungamento Barbarulo), dove ci sono un parco giochi comunale, con tanto di campo da calcetto e diverse attività commerciali.

## Storia
Formatosi lungo l'asse del corso vecchio, permise lo sviluppo di famiglie ricche come i Ferrajoli, i Supino, gli Orsini ed i Buoninconti. Tra i cognomi più frequentemente riscontrati negli archivi parrocchiali troviamo i Ferraioli, i Petrosino, i Gambardella ed i Della Corte.

### Le origini
Le origini di questo casale sarebbero ancestrali: formatosi intorno al 1000, è da sempre stato nella sfera di influenza della vicina Chiesa Madre.
Inizialmente la Strettola (attuale via Sellitti) era un casale autonomo con la propria cappella dedicata alla Madonna Addolorata (costituiva i Sei Casali) che finì per inglobarsi con l'attuale rione del Casale. Anticamente il casale comprendeva anche l'attuale via Federici, divenuta in seguito il Casale del Pozzo.
Il Casale venne definito "capo" per indicare uno dei limiti – capi – della via pubblica che rappresentava uno degli assi principali della città rinascimentale e moderna. L'altro limite era Fioccano denominato, appunto, "Capofioccano".

### L'Università dei Sei Casali
Dalla fine del XV secolo e per tutto il XVI, faceva parte di un complesso maggiore, indipendente dal Corpo di Nocera, noto come Sei Casali.
Comprendeva, oltre i tre Casali maggiori, anche le aree dette Crocifisso (oggi piazzetta Pagliara), l'ex Università autonoma di Sant'Angelo in Grotta (oggi via Ovidio Forino e parte di via Federici), 
e la cosiddetta Strettola di Capo Casale (oggi via Sellitti), ove era presente la ruota per gli orfani.
Già dal 1470 l'area della che oggi comprende via Forino e parte di via Federici) avrebbe dato vita all'Università autonoma di Sant'Angelo in Grotta, legata alla Prioria, qui un documento dell'abazzia cavense riporta che gli abitanti del gruppo di case attorno alla propria fossero dediti alla coltura di viti e castagni. L'università restò autonoma fino al passaggio di consegne, nel 1592, tra la Badia di Cava ed il Vescovo di Nocera riguardo al possesso di Sant'Angelo.

### XVI e XVII secolo
Da sempre fu il centro dell’ Universitas Nucerina Trium Casalium: infatti nell'attuale via Sellitti, esiste ancora lo stemma in pietra, viva testimonianza dell'antica sede universitaria. Dalla prima conta dei fuochi (censimento che raggruppa a 5 elementi in una famiglia per formare un fuoco) del 1595 in questa nuova Università, risultavano circa 232 fuochi (più o meno 1 160 abitanti).
Dalla fine del '500, la sua storia è strettamente legata alle vicende degli altri casali, 
Nel '600 nella zona del Triggio, tra San Matteo ed il Casale, l'antico Palazzo Buoninconti (oggi rimaneggiato), ospitò numerose truppe spagnole, ricevendo l'appellativo di Caserma Vecchia.

### XVIII secolo
Capocasale e la sua storia sono indissolubilmente legate alla vicinissima chiesa madre di San Matteo, con la quale formò, nel XVIII secolo l'Università di San Matteo Tre Casali.

### Epoca contemporanea
Nel 1806 divenne parte del comune di Nocera San Matteo, dissoltosi nel 1834, dal 1851 fa parte di Nocera Inferiore.
Nel '900 godè della crescente influenza commerciale del centro cittadino.
Durante il catastrofico sisma del 1980, il rione subì gravi danni e crolli.
A partire dall'inizio degli anni 2000, il rione, come tutti gli altri nell'area del Corso vecchio, è stato oggetto di un'imponente opera di recupero da parte dell'amministrazione locale.

## I cortili
Come nel vicino Casale del Pozzo, anche Capocasale è costituito da numerose corti e cortili, talvolta comunicanti con il succitato rione. A differenza del primo, ivi i cortili portano spesso i nomi delle famiglie illustri che li possedevano e non nomi strettamente dialettali.
Nei cortili di questa zona cittadina si concentrano tuttora centinaia di abitanti.
Legato a questo casale c’è l’aneddoto di un “miracolo”, che ci viene riportato da un libro di monsignor Di Costanzo: in un quadro il Bambino Gesù era apparso con due teste. In realtà,
il quadro era stato dipinto due volte in epoche diverse e con il tempo i colori della seconda pittura si erano scoloriti facendo sì che riapparisse il primo dipinto.

## Cultura

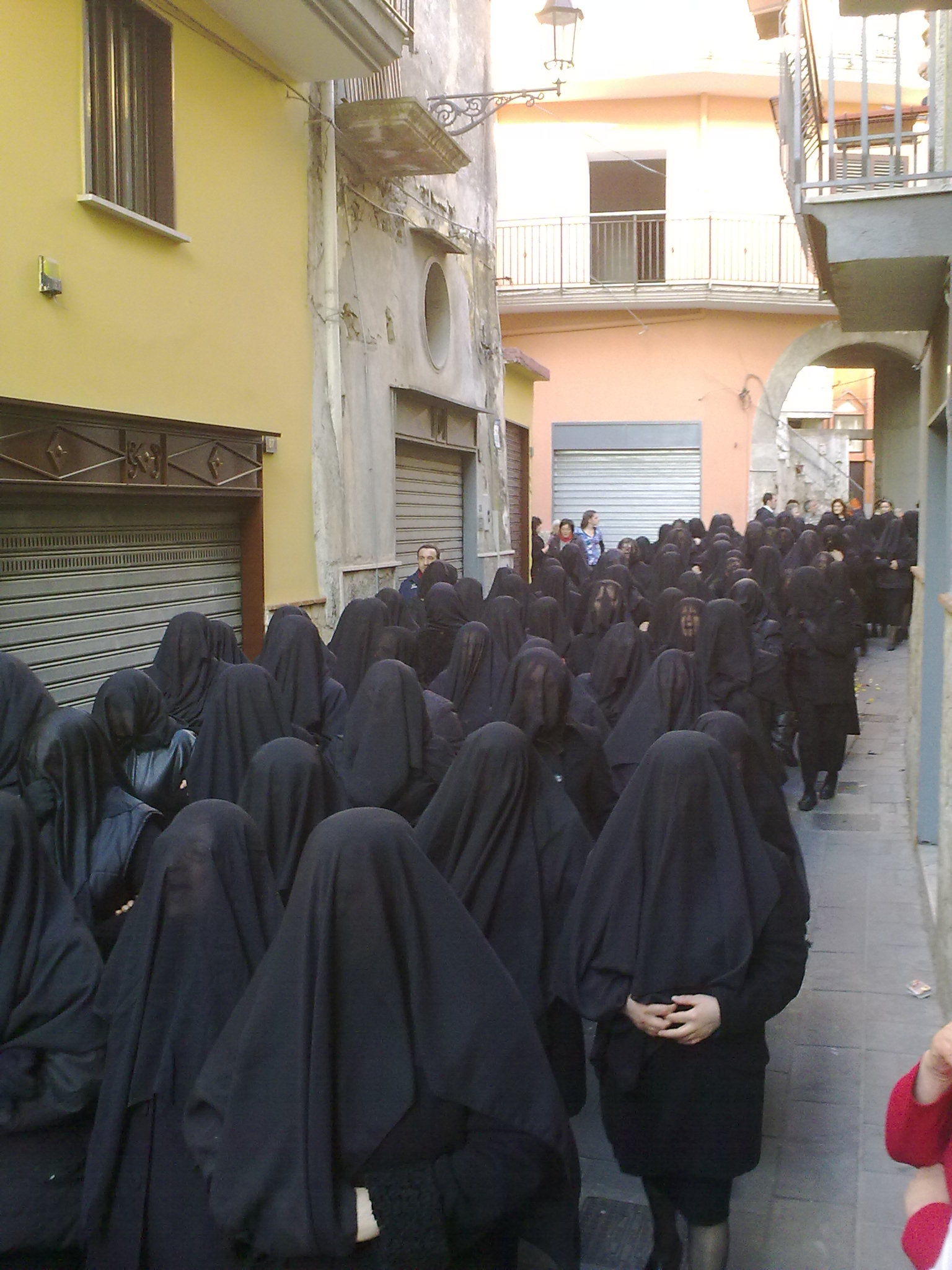
La processione del Venerdì santo a Capocasale

La tradizione e la religiosità sono state sempre al centro del casale.
Religiosamente il santo titolare del rione è San Michele, al quale è dedicata una cappella in Via degli Olivetani. Ma l'influenza dei vicini San Rocco al Casale del Pozzo e San Matteo alla chiesa madre, sono tangibili.
Di impatto emotivo è senza dubbio il nero corteo del Venerdì santo: una folta schiera di donne in nero, seguono l'effigie del Cristo morto, che ha il suo apice proprio nel rione.
Seppur in tono leggermente minore rispetto al Casale del Pozzo, anche qui è molto sentita la devozione alla Vergine dei Miracoli ed ai santi Eligio ed Emidio, venerati nel Santuario sul Monte Albino. Durante la loro risalita a Monte, le statue fanno passaggio in tutto il rione.
Da annoverare anche le tradizionali usanze del 12 dicembre, con la scassaria ovvero il falò di Santa Lucia, e la classica preparazione della palatella il 14 agosto.
Negli anni settanta e ottanta nel rione fu fondata la radio Antenna Libera Nocera. Il rione ospita inoltre il principale cinema cittadino, la Sala Roma; un plesso del 1° Circolo Didattico e l'Istituto Superiore Cuomo-Milione, che fu costruito per volere di Mario Cuomo.

### IlCarnevalone
In passato l'usanza trovava largo rilievo nel casale. Ogni martedì grasso, al centro del rione, si appendeva un fantoccio dalle grasse fattezze, a fine giornata l'effigie del Carnevalone veniva incendiata.

## Infrastrutture e trasporti
La posizione geografica, nel centro sia culturale che commerciale di Nocera Inferiore, fa sì che Capocasale sia ben collegato e che si intersechi con le maggiori vie di trasporto cittadine.
Come per i vicini casali, anch'esso, nella parte superiore si sviluppa lungo la Strada statale 18 Tirrena Inferiore.
Inoltre è raggiungibile la vicina Stazione di Nocera Inferiore ed anche l'ingresso dell'autostrada A3.
Come gran parte del centro città, anche il rione è una zona a traffico limitato.